# Dietă (adunare legislativă)
Dieta (în latină dietas, în germană Landtag) era adunarea stărilor cu legitimitate politică dintr-o țară a Europei centrale în Evul Mediu și în epoca modernă. 